# 2000年の音楽
2000年の音楽（2000ねんのおんがく）では、2000年の音楽分野に関する動向をまとめる。
1999年の音楽-2000年の音楽-2001年の音楽

## 詳細

### 1月
- 1日 - 1999年のエイベックスオーディションで優勝した松室麻衣、橘佳奈、長谷部優がdreamとしてCDデビュー。
- 26日 - サザンオールスターズが「TSUNAMI」を発売。

### 2月
- 2日 - 氷川きよしがデビュー。
- 9日 - 鬼束ちひろがデビュー。

### 3月
- 31日 - SPEEDがこの日放送のテレビ朝日の音楽番組「ミュージックステーションスペシャル」の出演を最後に解散。

### 4月
- 月中 - モーニング娘。に石川梨華、吉澤ひとみ、辻希美、加護亜依が加入。
- 26日 - 福山雅治が「桜坂」を発売。

### 5月
- 月中 - 市井紗耶香がモーニング娘。を卒業。

### 7月
- 月中 - BLANKEY JET CITY解散。5月にアルバム「HARLEM JETS」発売と同時に解散を宣言していた。
- 20日 - X JAPANのhideの記念館「hide MUSEUM」が地元・神奈川県横須賀市にオープンした。

### 8月
- 月中
  - B'zの千葉マリンスタジアムのライブが豪雨と落雷に見舞われ、スタッフに怪我人が出たため、ライブが短縮して終わった[1]。
  - 9日発売のwhiteberryの「夏祭り」がオリコン最高位3位になり、「Teenage Girls Band」という新たなバンドのジャンルが誕生した。
- 19日・20日 - サザンオールスターズが茅ヶ崎ライブ 〜あなただけの茅ヶ崎〜を開催。

### 9月
- JUDY AND MARYのボーカリストYUKIが真心ブラザーズのYO-KINGと結婚。

### 11月
- ビートルズがシングル1位の楽曲を収録したベスト・アルバム『ザ・ビートルズ1』を世界同時発売。
- 覚せい剤取締法違反により活動を休止していた槇原敬之がアルバム「太陽」で活動再開。

### 12月
- 月中
  - SMAPの木村拓哉が歌手の工藤静香と結婚。
  - シャ乱Qが「休憩」と称して活動休止。
- 6日 - 声優の水樹奈々が「想い」で歌手デビュー。
- 18日 - 日本で山下達郎「クリスマス・イブ」が9年ぶりにトップ10に返り咲き、1987年より14年連続チャートインの快挙。
- 27日 - LUNA SEA終幕。
- 31日 - 第51回NHK紅白歌合戦
  - 紅組トリ - 天童よしみ、白組トリ（大トリ） - 五木ひろし
  - 初出場 - aiko、アリス、石原詢子、大泉逸郎、小柳ゆき、錦織健、花*花、氷川きよし、hitomi、平井堅、藤井隆、Whiteberry、ポルノグラフィティ

### 日本
- この年の1月に発売された「TSUNAMI」（サザンオールスターズ）が300万枚近いセールスを記録し、当時のシングルCD・J-POP楽曲の歴代1位の売上となった。
- ミリオンセラーはシングル14作、アルバム15作。
- 多くのシングルCDで8cm型が消え、マキシシングルが発売されていくようになった。
- モーニング娘。、プッチモニ等のつんく♂プロデュース作品の大ヒット。
- TBS系で放送した『ウンナンのホントコ!』の人気コーナー「未来日記」のテーマ曲であったサザンオールスターズの「TSUNAMI」、福山雅治の「桜坂」が200万枚を超える大ヒット。同じアミューズに所属するサザンと福山がオリコンシングル年間ランキングの1位、2位となり、共に自身のCDシングル最大の売り上げとなった。
- 宇多田ヒカル、浜崎あゆみ、椎名林檎、aikoと女性ソロシンガーの人気が続く中で、倉木麻衣と小柳ゆきがブレイクした。
- 1990年代に一世を風靡した音楽グループが相次いで解散したほか、ヴィジュアル系に陰りを見せた。
- シングルミリオンセラー作品数が10作を超えたのは現時点でこの年が最後である。
- 日本でのCDプレーヤーの普及率 61.8% (内閣府「消費動向調査」)[2]。

## 洋楽シングル
- クリスティ－ナ・アギレラ – Come On Over Baby (All I Want is You)
- オール・セインツ – Pure Shores[3]
- オール・セインツ – Black Coffee
- アクア – Cartoon Heroes
- バックストリート・ボーイズ – Show Me the Meaning of Being Lonely
- バックストリート・ボーイズ – Shape of My Heart
- バハ・メン – Who Let the Dogs Out?
- ボン・ジョヴィ「イッツ・マイ・ライフ」
- コールドプレイ – Trouble
- ザ・コアーズ「ブレスレス」
- ジャネット・ジャクソン「ダズント・リアリー・マター」
- マドンナ「ミュージック」[4]
- ブリトニー・スピアーズ「ウップス!...アイ・ディド・イット・アゲイン」
- メラニーC「ネヴァー・ビー・ザ・セイム・アゲイン」「アイ・ターン・トゥ・ユー」
- U2「ビューティフル・デイ」
- ウエストライフ「マイ・ラヴ」
- ロビー・ウィリアムズ 「ROCK DJ」

## 洋楽アルバム
- AC/DC「スティッフ・アッパー・リップ」
- バックストリート・ボーイズ : Black and Blue
- ボン・ジョヴィ: Crush
- エリック・クラプトン & BBキング : Riding with the King
- コールドプレイ : Parachutes
- クレイグ・デヴィッド : Born to Do It|Born to do it
- エミネム : The Marshall Mathers LP
- エンヤ : A Day Without Rain|A day without rain
- フェイス・ヒル : Breathe
- グリーン・デイ「ウォーニング」
- レニー・クラヴィッツ : Greatest Hits
- リンキン・パーク　Hybrid Theory
- リンプ・ビズキット : Chocolate Starfish and the Hot Dog Flavored Water
- ボブ・マーリー「ワン・ラブ」
- アマンダ・スコット「アマンダ・スコット」

## ジャズ
- ワールド・サキソフォン・カルテット: Requiem for Julius
- テレンス・ブランチャード: Wandering Moon
- ビル・ディクソン: Papyrus Volume I
- ビル・ディクソン: Papyrus Volume II
- Magni Wentzel: Porgy and Bess
- オルガ・コンコヴァ: Northern Crossings
- ヒュー・マセケラ: Sixty

## 年間シングルTOP50 (日本)
※集計期間 1999年11月22日付 - 2000年11月19日付
集計会社 オリコン
- 1位 サザンオールスターズ：「TSUNAMI」
- 2位 福山雅治：「桜坂」
- 3位 宇多田ヒカル：「Wait & See 〜リスク〜」
- 4位 倉木麻衣：「Love, Day After Tomorrow」
- 5位 浜崎あゆみ：「SEASONS」
- 6位 SMAP：「らいおんハート」
- 7位 モーニング娘。：「恋のダンスサイト」
- 8位 B'z：「今夜月の見える丘に」
- 9位 プッチモニ：「ちょこっとLOVE」
- 10位 L'Arc〜en〜Ciel：「NEO UNIVERSE／finale」
- 11位 大泉逸郎：「孫」
- 12位 慎吾ママ：「慎吾ママのおはロック」
- 13位 GLAY：「とまどい／SPECIAL THANKS」
- 14位 MISIA：「Everything」
- 15位 モーニング娘。：「ハッピーサマーウェディング」
- 16位 倉木麻衣：「Secret of my heart」
- 17位 倉木麻衣：「Stay by my side」
- 18位 宇多田ヒカル：「For You／タイム・リミット」
- 19位 KinKi Kids：「夏の王様／もう君以外愛せない」
- 20位 サザンオールスターズ：「HOTEL PACIFIC」
- 21位 福山雅治：「HEAVEN／Squall」
- 22位 GLAY：「MERMAID」
- 23位 浜崎あゆみ：「vogue」
- 24位 L'Arc〜en〜Ciel：「STAY AWAY」
- 25位 Mr.Children：「口笛」
- 26位 小柳ゆき：「愛情/can't hold me back」
- 27位 椎名林檎：「ギブス」
- 28位 ポルノグラフィティ：「サウダージ」
- 29位 B'z：「May」
- 30位 小柳ゆき：「あなたのキスを数えましょう 〜You were mine〜」
- 31位 B'z：「juice」
- 32位 安室奈美恵：「NEVER END」
- 33位 モーニング娘。：「I WISH」
- 34位 Whiteberry：「夏祭り」
- 35位 Dragon Ash feat. ラッパ我リヤ：「Deep Impact」
- 36位 Mr.Children：「NOT FOUND」
- 37位 B'z：「RING」
- 38位 椎名林檎：「罪と罰」
- 39位 平井堅：「楽園」
- 40位 KinKi Kids：「好きになってく 愛してく／KinKiのやる気まんまんソング」
- 41位 ECHOES：「ZOO」
- 42位 J-FRIENDS：「Next 100 Years」
- 43位 浜崎あゆみ：「Far away」
- 44位 あか組4：「赤い日記帳」
- 45位 蓮井朱夏：「ZOO 〜愛をください〜」
- 46位 今井美樹：「Goodbye Yesterday」
- 47位 小柳ゆき：「be alive」
- 48位 宇多田ヒカル：「Addicted To You」
- 49位 椎名林檎：「本能」
- 50位 GLAY：「HAPPINESS -WINTER MIX-」

## 年間アルバムTOP50 (日本)
倉木麻衣の『delicious way』はデビューアルバムの初動売上歴代1位の約221万枚で、宇多田ヒカル『First Love』の約205万枚を越えた。この記録は2022年現在も倉木麻衣が保持している。
※集計期間 1999年12月6日付 - 2000年11月27日付
集計会社 オリコン
- 1位 倉木麻衣：『delicious way』
- 2位 浜崎あゆみ：『Duty』
- 3位 椎名林檎：『勝訴ストリップ』
- 4位 MISIA：『LOVE IS THE MESSAGE』
- 5位 DREAMS COME TRUE：『DREAMS COME TRUE GREATEST HITS "THE SOUL"』
- 6位 JUDY AND MARY：『FRESH』
- 7位 スピッツ：『RECYCLE Greatest Hits of SPITZ』
- 8位 B'z：『B'z The "Mixture"』
- 9位 福山雅治：『MAGNUM COLLECTION 1999 "Dear"』
- 10位 aiko：『桜の木の下』
- 11位 KinKi Kids：『KinKi Single Selection』
- 12位 小柳ゆき：『EXPANSION』
- 13位 L'Arc〜en〜Ciel：『REAL』
- 14位 浜崎あゆみ：『LOVEppears』
- 15位 鈴木あみ：『infinity eighteen vol.1』
- 16位 Every Little Thing：『eternity』
- 17位 TUBE：『TUBEst III』
- 18位 平井堅：『THE CHANGING SAME』
- 19位 Various Artists：『プッチベスト 〜黄青あか〜』
- 20位 大黒摩季：『MAKI OHGURO BEST OF BEST 〜All Singles Collection〜』
- 21位 Various Artists:『〜the most relaxing〜 feel』
- 22位 SPEED：『Carry On my way』
- 23位 Mr.Children：『Q』
- 24位 モーニング娘。：『3rd -LOVEパラダイス-』
- 25位 Various Artists：『image（イマージュ）』
- 26位 セリーヌ・ディオン：『ザ・ベリー・ベスト』
- 27位 MISIA：『MISIA REMIX 2000 LITTLE TOKYO』
- 28位 安室奈美恵：『GENIUS 2000』
- 29位 Various Artists：『MAX 6 Best Hits In The World '99』
- 30位 小柳ゆき：『Koyanagi the Covers PRODUCT 1』
- 31位 ビートルズ：『ザ・ビートルズ1』
- 32位 ゆず：『トビラ』
- 33位 Various Artists：『SUPER EUROBEAT VOL.110 〜MILLENNIUM ANNIVERSARY NON-STOP MEGAMIX』
- 34位 浜田省吾：『The History of Shogo Hamada "Since1975"』
- 35位 hide：『hide BEST 〜PSYCHOMMUNITY〜』
- 36位 ボン・ジョヴィ：『クラッシュ』
- 37位 19：『無限大』
- 38位 浜崎あゆみ：『SUPER EUROBEAT presents ayu-ro mix』
- 39位 小柳ゆき：『FREEDOM』
- 40位 SPEED：『SPEED THE MEMORIAL BEST 1335days Dear Friends 2』
- 41位 岡本真夜：『MAYO OKAMOTO BEST RISE I』
- 42位 椎名林檎：『無罪モラトリアム』
- 43位 矢井田瞳：『daiya-monde』
- 44位 SPEED：『SPEED THE MEMORIAL BEST 1335days Dear Friends 1』
- 45位 浜崎あゆみ：『ayu-mi-x II version non-Stop Mega Mix』
- 46位 ゆず：『ゆずマンの夏』
- 47位 CHAGE&ASKA：『CHAGE&ASKA VERY BEST ROLL OVER 20TH』
- 48位 Hi-STANDARD：『Love Is A Battlefield』
- 49位 椎名林檎：『絶頂集』
- 50位 鈴木あみ：『INFINITY EIGHTEEN Vol.2』

## 日本のビデオ&DVDのランキング  (オリコンより)

### ビデオ
- 1位 B'z『The true meaning of "Brotherhood"?』
- 2位 モーニング娘。『ザ・ビデオ 恋のダンスサイト』
- 3位 宇多田ヒカル『SINGLE CLIP COLLECTION VOL.1』
- 4位 モーニング娘。『ザ・ビデオ LOVEマシーン』
- 5位 B'z『once upon a time in 横浜 〜B'z LIVE GYM'99 "Brotherhood"〜』
- 6位 プッチモニ『ザ・ビデオ ちょこっとLOVE』
- 7位 L'Arc〜en〜Ciel『1999 GRAND CROSS CONCLUSION』
- 8位 モーニング娘。『映像 ザ・モーニング娘。ベスト10』
- 9位 浜崎あゆみ『vogue Far away SEASONS』
- 10位 SMAP『LIVE BIRDMAN（初回限定版）』
- 11位 GLAY『GLAY EXPO '99 SURVIVAL LIVE IN MAKUHARI』
- 12位 パラパラオールスターズ『パラパラパラダイス』
- 13位 GLAY『VIDEO GLAY 4』
- 14位 ジャニーズJr.『ジャニーズJr.特急・投球コンサート 10月9日 東京ドームに大集合!!』
- 15位 hide『hide A STORY 1998 hide Last Works 〜121日の軌跡〜』
- 16位 パラパラオールスターズ『パラパラ・スタジアム』
- 17位 椎名林檎『性的ヒーリング〜其ノ壱〜』
- 18位 モーニング娘。『モーニング娘。ライブ 初の武道館 〜ダンシング ラブ サイト 2000 春〜』
- 19位 嵐『スッピンアラシ』
- 20位 浜崎あゆみ『A clips』
- 21位 SPEED『SPEED FINAL DOME TOUR REAL LIFE』
- 22位 浜崎あゆみ『ayumi hamasaki concert tour 2000 A 第1幕』
- 23位 浜崎あゆみ『ayumi hamasaki concert tour 2000 A 第2幕』
- 24位 椎名林檎『性的ヒーリング〜其ノ弐〜』
- 25位 ゆず『録歌選 銀』
- 26位 ゆず『録歌選 金』
- 27位 19『西暦前進2000年→"大爆進映像!"』
- 28位 ゆず『LIVE FILMS ふたり 秋味』
- 29位 サザンオールスターズ『シークレットライブ'99 SAS 事件簿 in 歌舞伎町』
- 30位 DREAMS COME TRUE『史上最強の移動遊園地 DREAMS COME TRUE WONDERLAND 1999 〜冬の夢〜』

### DVD
- 1位 モーニング娘。『映像 ザ･モーニング娘。ベスト10』
- 2位 倉木麻衣『FIRST CUT』
- 3位 モーニング娘。『モーニング娘。ライブ 初の武道館〜ダンシング オブ サイト 2000 春〜』
- 4位 宇多田ヒカル『Wait&See 〜リスク〜』
- 5位 浜崎あゆみ『Hamasaki Ayumi』
- 6位 浜崎あゆみ『ayumi hamasaki concert tour 2000 A 第1幕』
- 7位 宇多田ヒカル『UTADA HIKARU SINGLE CLIP COLLECTION VOL.1 UH1』
- 8位 浜崎あゆみ『ayumi hamasaki concert tour 2000 A 第2幕』
- 9位 浜崎あゆみ『vogue Far away SEASONS』
- 10位 椎名林檎『性的ヒーリング〜其ノ弐〜』
- 11位 椎名林檎『性的ヒーリング〜其ノ壱〜』
- 12位 シャッフルユニット『DVD ザ・黄青あか』
- 13位 GLAY『GLAY EXPO '99 SURVIVAL LIVE IN MAKUHARI』
- 14位 鈴木亜美『AMIGO'S PARLOR SHAKE SHAKE SHAKE』
- 15位 GLAY『VIDEO GLAY 4』
- 16位 小柳ゆき『KOYANAGI THE MOVIES PRODUCT 1』
- 17位 Every Little Thing『Every Little Thing Concert Tour Spirit 2000』
- 18位 南々見組『チッチナ』
- 19位 BLANKEY JET CITY『LAST DANCE』
- 20位 MISIA『LOVE IS THE MESSAGE THE TOUR OF MISIA 1999-2000』

Category:2000年のライブ・ビデオを参照

## カラオケ年間50  (オリコンより)
- 1位 サザンオールスターズ「TSUNAMI」
- 2位 モーニング娘。「LOVEマシーン」
- 3位 小柳ゆき「あなたのキスを数えましょう 〜You were mine〜」
- 4位 福山雅治「桜坂」
- 5位 プッチモニ「ちょこっとLOVE」
- 6位 郷ひろみ「GOLDFINGER '99」
- 7位 浜崎あゆみ「SEASONS」
- 8位 浜崎あゆみ「appears」
- 9位 モーニング娘。「恋のダンスサイト」
- 10位 小柳ゆき「愛情」
- 11位 椎名林檎「本能」
- 12位 19「あの紙ヒコーキ くもり空わって」
- 13位 宇多田ヒカル「First Love」
- 14位 モーニング娘。「ハッピーサマーウェディング」
- 15位 松本英子「Squall」
- 16位 大泉逸郎「孫」
- 17位 aiko「桜の時」
- 18位 GLAY「ずっと2人で…」
- 19位 倉木麻衣「Secret of my heart」
- 20位 aiko「カブトムシ」
- 21位 福山雅治「HEAVEN」
- 22位 倉木麻衣「Stay by my side」
- 23位 今井美樹「Goodbye Yesterday」
- 24位 SMAP「らいおんハート」
- 25位 椎名林檎「ギブス」
- 26位 安室奈美恵「NEVER END」
- 27位 小柳ゆき「be alive」
- 28位 サザンオールスターズ「HOTEL PACIFIC」
- 29位 慎吾ママ「慎吾ママのおはロック」
- 30位 倉木麻衣「Love, Day After Tomorrow」
- 31位 嵐「A・RA・SHI」
- 32位 B'z「今夜月の見える丘に」
- 33位 SPEED「Long Way Home」
- 34位 19「すべてへ」
- 35位 宇多田ヒカル「Wait & See 〜リスク〜」
- 36位 ポルノグラフィティ「アポロ」
- 37位 福山雅治「Squall」
- 38位 GLAY「Winter,again」
- 39位 THE HIGH-LOWS「青春」
- 40位 浜崎あゆみ「Boys & Girls」
- 41位 宇多田ヒカル「Addicted To You」
- 42位 あか組4「赤い日記帳」
- 43位 鈴木あみ「BE TOGETHER」
- 44位 19「『果てのない道』」
- 45位 MAX「一緒に・・・」
- 46位 SMAP「夜空ノムコウ」
- 47位 天童よしみ「珍島物語」
- 48位 ECHOES「ZOO」
- 49位 浜圭介と桂銀淑「北空港」
- 50位 ポルノグラフィティ「ミュージック・アワー」

## 音楽配信 (日本)

### 音楽配信ゴールド認定シングル
| 作品名                                     | 認定月             |
| トリプル・プラチナ                         | トリプル・プラチナ |
| ------------------------------------------ | ------------------ |
| GO!GO!7188「こいのうた」（着うた）         | 2006年11月         |
| ダブル・プラチナ                           |                    |
| MISIA「Everything」                        | 2014年1月          |
| 鬼束ちひろ「月光」                         | 2014年5月          |
| Whiteberry「夏祭り」                       | 2018年7月          |
| ポルノグラフィティ「サウダージ」           | 2021年11月         |
| プラチナ                                   |                    |
| 福山雅治「桜坂」                           | 2009年7月          |
| 浜崎あゆみ「M」                            | 2014年1月          |
| ポルノグラフィティ「サウダージ」           | 2014年1月          |
| DA PUMP「if...」                           | 2017年12月         |
| ポルノグラフィティ「ミュージック・アワー」 | 2020年1月          |
| ゴールド                                   |                    |
| B'z「今夜月の見える丘に」                  | 2011年1月          |
| ボン・ジョヴィ「イッツ・マイ・ライフ」     | 2012年4月          |
| 浜崎あゆみ「teddy bear」                   | 2014年1月          |
| hitomi「LOVE 2000」                        | 2014年1月          |
| ポルノグラフィティ「ヒトリノ夜」           | 2014年1月          |
| 倉木麻衣「Secret of my heart」             | 2014年3月          |
| Dragon Ash「静かな日々の階段を」           | 2014年5月          |
| LOVE PSYCHEDELICO「Last Smile」            | 2014年5月          |
| 浜崎あゆみ「SEASONS」                      | 2014年7月          |
| ゴスペラーズ「永遠に」                     | 2014年9月          |
| 花*花「さよなら大好きな人」                | 2015年6月          |
| グリーン・デイ「マイノリティ」             | 2015年7月          |
| 平井堅「楽園」                             | 2015年11月         |
| 平井堅「even if」                          | 2018年5月          |
| L'Arc〜en〜Ciel「NEO UNIVERSE」            | 2023年4月          |

### ストリーミング認定シングル
| 作品名                           | 認定月    |
| ゴールド                         | ゴールド  |
| -------------------------------- | --------- |
| サザンオールスターズ「TSUNAMI」  | 2022年2月 |
| ポルノグラフィティ「サウダージ」 | 2022年7月 |
| MISIA「Everything」              | 2022年8月 |

## イベント
| 開催日                    | タイトル                                                       |
| ------------------------- | -------------------------------------------------------------- |
| 5月13日                   | FM802 & SPACE SHOWER TV presents SWEET LOVE SHOWER 2000 SPRING |
| 7月28日・29日・30日       | FUJI ROCK FESTIVAL 2000                                        |
| 7月30日                   | MEET THE WORLD BEAT 2000                                       |
| 8月1日                    | 第18回 PEACEFUL LOVE ROCK FESTIVAL 2000                        |
| 8月5日・6日               | SUMMER SONIC 2000（初回）                                      |
| 8月10日・11日             | ロックロックこんにちは! ver.4.00 Hyper                         |
| 8月12日・13日             | ROCK IN JAPAN FESTIVAL 2000（初回）                            |
| 8月12日・9月8日           | 横浜レゲエ祭 2000                                              |
| 8月12日                   | Sky Jamboree 2000 勇気・自由・解放                             |
| 8月13日                   | Exciting Summer in WAJIKI 2000                                 |
| 8月19日                   | RISING SUN ROCK FESTIVAL 2000 in EZO                           |
| 8月20日                   | MONSTER baSH 2000（初回）                                      |
| 8月21日・22日・29日・30日 | RUSH BALL 2000                                                 |
| 8月26日                   | auサウンドマリーナ2000                                         |
| 8月26日・27日             | 8th Sunset Live 2000                                           |
| 9月2日                    | WIRE00                                                         |
| 9月3日                    | SPACE SHOWER TV SWEET LOVE SHOWER 2000                         |
| 9月9日・10日              | 定禅寺ストリートジャズフェスティバル 2000                      |
| 10月20日・21日・22日      | MINAMI WHEEL 2000                                              |
| 12月1日                   | Act Against AIDS 2000「THE VARIETY 8」                         |
| 12月31日                  | 第51回NHK紅白歌合戦                                            |
| 12月31日                  | NEW MILLENIUM COUNTDOWN                                        |

### 日本武道館公演
- 1月3日・4日 - エレファントカシマシ
- 1月7日 - SEX MACHINEGUNS
- 1月8日・9日・11日 - レッド・ホット・チリ・ペッパーズ
- 1月13日・14日 - 及川光博
- 2月19日・20日 - TRICERATOPS
- 3月1日・2日 - 山崎まさよし
- 3月3日 - RESPECT!清志郎
- 3月4日 - Raphael
- 3月11日 - 佐野元春
- 3月12日 - ポケットビスケッツ
- 3月30日・31日・4月1日 - TOKIO（1日は二部制）
- 4月25日・26日 - Every Little Thing
- 4月28日 - サンタナ
- 5月6日 - La'cryma Christi
- 5月16日・17日 - 長渕剛
- 5月20日・21日 - ダンシング ラブ サイト2000 春（21日は二部制）
- 5月23日 - LUNA SEA
- 6月15日・16日 - ブライアン・アダムス
- 6月20日 - B'z
- 6月22日・23日 - 奥田民生
- 6月30日 - スマッシング・パンプキンズ
- 7月11日・12日 - 竹内まりや
- 8月4日 - 岡本真夜
- 8月17日 - ポルノグラフィティ
- 8月21日 - 鈴木あみ
- 8月29日・30日 - 松田聖子
- 9月6日・7日・9日・10日 - GLAY
- 10月6日 - Cocco
- 10月11日・12日 - 小田和正
- 10月16日・25日・25日 - スティング
- 10月27日 - 小柳ゆき
- 10月29日 - THE STREET SLIDERS
- 11月4日 - SWEET TRANCE 2000 "21st CENTURY BOY"
- 11月21日・22日 - 氷室京介
- 11月29日・30日 - MISIA
- 12月1日 - Act Against AIDS
- 12月13日・14日・16日・17日・18日 - 矢沢永吉
- 12月20日・21日 - 布袋寅泰
- 12月22日・23日・24日 - THE ALFEE
- 12月29日 - BUCK-TICK
- 12月30日・31日 - 藤井フミヤ

### 東京ドーム公演
- 1月1日 - KinKi Kids
- 3月7日・9日 - マライア・キャリー
- 7月12日・13日 - ボン・ジョヴィ
- 10月10日・15日 - ジャニーズJr.
- 11月25日・26日・27日 - SMAP
- 12月2日・3日・5日・6日 - L'Arc〜en〜Ciel
- 12月26日・27日 - LUNA SEA
- 12月30日・31日 - KinKi Kids
- 12月31日 - J-FRIENDS

## 主要な賞
以下のアーティストがロックの殿堂入りを果たした。エリック・クラプトン、アース・ウィンド・アンド・ファイアー、ラヴィン・スプーンフル、ザ・ムーングロウズ、ボニー・レイット、ジェームス・テイラー。
ゴスペル音楽協会のゴスペルの殿堂には、Shirley Caesar、The Oak Ridge Boys等が殿堂入りを果たした。
- 第42回グラミー賞
- ユーロビジョン・ソング・コンテスト2000
- マーキュリー賞では、バッドリー・ドローン・ボーイのThe Hour of Bewilderbeast（英語版）が受賞した。
- 2000年のMTV Video Music Awards（英語版）

| 賞                             | 受賞作・受賞者 |                      |
| ------------------------------ | --- | -------------------- |
| 第42回日本レコード大賞         | - 日本レコード大賞 - サザンオールスターズ『TSUNAMI』 - アルバム大賞 - 浜崎あゆみ『Duty』 - 最優秀歌唱賞 - 香西かおり『浮寝草』 - 最優秀新人賞 - 氷川きよし『箱根八里の半次郎』 - 優秀作品賞 - 小柳ゆき『あなたのキスを数えましょう～You were mine～』 - DA PUMP『if...』 - モーニング娘。『恋のダンスサイト』 - 田川寿美『こぼれ月』 - 浜崎あゆみ『SEASONS』 - hiro『Treasure』 - 大泉逸郎『孫』 - 原田悠里『夢ひとすじ』 - hitomi『LOVE 2000』 |                      |
| 第41回ゴールデン・アロー賞     | - 音楽賞 - サザンオールスターズ - 新人賞 - 安西ひろこ、氷川きよし |                      |
| 第33回日本有線大賞             | - 日本有線大賞 - 小柳ゆき『愛情』、『be alive』 - 最多リクエスト歌手賞 - 浜崎あゆみ『SEASONS』 - 最多リクエスト曲賞 - 氷川きよし『箱根八里の半次郎』 - 最優秀新人賞 - 氷川きよし『箱根八里の半次郎』 |                      |
| 第14回日本ゴールドディスク大賞 | （対象期間 1999年2月1日 - 2000年1月31日） - 邦楽 - 宇多田ヒカル - 洋楽 - セリーヌ・ディオン |                      |
| SPACE SHOWER MUSIC AWARDS 2000 | \| 賞 \| アーティスト・タイトル \| 監督 \| \| --------------------------- \| -------------------------------------- \| -------------------- \| \| VIDEO OF THE YEAR \| L'Arc〜en〜Ciel「STAY AWAY」 \| 上田拓、多田琢 \| \| BEST HIP HOP VIDEO \| ZEEBRA「MR.DYNAMITE」 \| 園田賢次 \| \| BEST NEW ARTIST VIDEO \| スケボーキング feat.Kj「EPISODE1」 \| 須永秀明 \| \| BEST INTERNATIONAL VIDEO \| ベック「SEXX LAWS」 \| BECK HANSEN \| \| BEST COMPUTER GRAPHIC VIDEO \| 電気グルーヴ「Nothing's Gonna Change」 \| 田中秀幸、ピエール瀧 \| \| BEST ACT VIDEO \| SUPER BUTTER DOG「FUNKY ウーロン茶」 \| 丹下鉱希 \| \| BEST SHOOTING VIDEO \| キリンジ「エイリアンズ」 \| 吉田喜子 \| |                      |
| 第14回TEENS' MUSIC FESTIVAL    | - ティーンズ大賞・文部大臣奨励賞 - おきゃんぴー |                      |
| 第11回日本製鉄音楽賞           | - フレッシュアーティスト賞 - 木村大 - 特別賞 - 永田穂 |                      |
| 第11回出光音楽賞               | - 受賞 - 大井浩明、村中大祐、森麻季 |                      |
| 第11回朝日作曲賞 (吹奏楽)      | - 受賞 - 内藤淳一「式典のための行進曲「栄光をたたえて」」 |                      |
| 第10回芥川作曲賞               | - 受賞 - 望月京『カメラ・ルシダ』 |                      |
| 第8回渡邉暁雄音楽基金          | - 音楽賞 - 大友直人 - 特別賞 - 長岡寛、江藤俊哉 |                      |
| 第2回ライブスピカ              | - 年間チャンピオン - キャプテンマッシーン |                      |
| 第2回ホテルオークラ音楽賞      | - 受賞 - 矢部達哉、緑川まり |                      |
| 第1回別宮賞                    | - 受賞 - 松尾祐孝 |                      |
| 賞                             | アーティスト・タイトル | 監督                 |
| VIDEO OF THE YEAR              | L'Arc〜en〜Ciel「STAY AWAY」 | 上田拓、多田琢       |
| BEST HIP HOP VIDEO             | ZEEBRA「MR.DYNAMITE」 | 園田賢次             |
| BEST NEW ARTIST VIDEO          | スケボーキング feat.Kj「EPISODE1」 | 須永秀明             |
| BEST INTERNATIONAL VIDEO       | ベック「SEXX LAWS」 | BECK HANSEN          |
| BEST COMPUTER GRAPHIC VIDEO    | 電気グルーヴ「Nothing's Gonna Change」 | 田中秀幸、ピエール瀧 |
| BEST ACT VIDEO                 | SUPER BUTTER DOG「FUNKY ウーロン茶」 | 丹下鉱希             |
| BEST SHOOTING VIDEO            | キリンジ「エイリアンズ」 | 吉田喜子             |

## デビュー

### 1月
- 1日 - SUPER SLUMP「僕達の計画/TAIYOH」
- 1日 - dream「Movin' on」
- 3日 - SAYUKI「Bounce With Me」
- 7日 - 藪崎衣海「はじめのはじめのハジメちゃん」
- 8日 - HEAVEN of Treasure「SING A SIMPLE SONG」
- 19日 - 傳田真央「耳もとにいるよ･･･ 〜Ring the bells〜」
- 19日 - 山下昭和「働く女」
- 21日 - abel「A」
- 21日 - 鈴木朋「パーフェクトサークル」
- 26日 - コタニキンヤ「高熱BLOOD」
- 26日 - スケボーキング「スケボーキング SUPER BEST」
- 26日 - Spray「RED SHOES」
- 26日 - 特撮「アベルカイン」
- 26日 - VOLCANO「Violent」
- 26日 - YUAMU「空」
- 29日 - 洞口桃子「NUDE」

### 2月
- 2日 - 奥田美和子「しずく」
- 2日 - 小泉恒平「チャンス」
- 2日 - 566「ハッピーです×3 ロンリーです×3」
- 2日 - 1650 B'way（シックスティーンフィフティービーウェイ）「slow dancer」
- 2日 - SPEED KING「SPEED KING」
- 2日 - DOGGY BAG「扉」
- 2日 - 氷川きよし「箱根八里の半次郎」
- 2日 - MIHO「Life」
- 9日 - 鬼束ちひろ「シャイン」
- 9日 - Clingon「恋は、あいにく」
- 17日 - epidemic「奇蹟の城」
- 19日 - キタキマユ「PLANET'S TEARS/太陽を夢見て」
- 19日 - ジァイアントステップ「モーニングライト/アップルソース」
- 23日 - ЯK Standard feat.RISA「彼方まで」
- 23日 - EARTH「time after time」
- 23日 - Secret Agent「Secret Agent Man」
- 23日 - Smart Drug「SWEET TRIP」
- 23日 - ハイパービーム「愛する人へ」
- 23日 - MILK CROWN「バーバラ」
- 25日 - スナッパーズ「天気雨／恋をしました」

### 3月
- 1日 - In the Soup「夜のかけ布団」
- 8日 - 青色7「青いスポーツカーの男」
- 8日 - あか組4「赤い日記帳」
- 8日 - 黄色5「黄色いお空でBOOM BOOM BOOM」
- 8日 - AIRA「ずっと忘れない」
- 8日 - Keison「Fine」
- 8日 - JIN「ONE LIFE」
- 8日 - HIROMIK LADDER「ANDREA」
- 8日 - 藤井隆「ナンダカンダ」
- 8日 - YOUNG PUNCH「NEO KIDS」
- 15日 - Eriko with Crunch「Red Beat of My Life」
- 15日 - Chee's「Snapshot」
- 16日 - ロッキンチェアー「思い出はいらない」
- 18日 - 高木綾子「シシリエンヌ〜フルート名曲集」
- 18日 - Mansfield「6 complexions of Mansfield」
- 23日 - 愛内里菜「Close To Your Heart」
- 23日 - Angelique「F ＜エフ＞/Just wanna be with you」
- 23日 - BULLSHIT「WEST SIDE COASTER」
- 23日 - 水沢ちか「a puddle」
- 29日 - GARNET CROW「Mysterious Eyes」「君の家に着くまでずっと走ってゆく」

### 4月
- 7日 - MONGOL800「GO ON AS YOU ARE」（インディーズデビュー）
- 12日 - 片寄明人 feat.ショコラ「Veranda」
- 12日 - 平愛梨「Wish」
- 19日 - e.mu「love around」
- 19日 - Psychesia（サイケジア）「TAKE THE MOON」
- 19日 - HARCO「大気圏シャワー」
- 19日 - Lily Chou-Chou「グライド」
- 21日 - 勝野慎子「カクシゴト」
- 21日 - 奈津子「傷(KIZU)」
- 21日 - paris match「volume one」
- 21日 - POLYSICS「XCT」
- 21日 - ラッパ我リヤ「Do the GARIYA thing」
- 21日 - LOVE PSYCHEDELICO「LADY MADONNA 〜憂鬱なるスパイダー〜」
- 26日 - 江角マキコ「ONE WAY DRIVE」
- 26日 - SEEMA「流れるままに…」
- 26日 - ハートバザール「北風と太陽」

### 5月
- 3日 - 矢井田瞳「Howling」（インディーズデビュー）
- 10日 - CANNABIS「How To Love Me」
- 10日 - Folder5「SUPERGIRL」
- 17日 - アニパラキッズ・モア「アニパラキッズ」
- 17日 - 佳原ゆみ「LOVE ME ETERNALLY」
- 20日 - KAB.「Realize!?」
- 24日 - the Indigo「BLUE」
- 24日 - 小林直「たくさんのキス」
- 24日 - JASON ZODIAC「SILENCE」
- 24日 - fra-foa「月と砂漠」
- 31日 - キーヤキッス「デラックス/アイシアッテマス?」
- 31日 - Strawberry JAM「魔法をかけて」
- 31日 - drug store cowboy「この世の終り」

### 6月
- 1日 - 未来-MIKU-「路上の花」
- 9日 - ムック「娼婦/廃」（インディーズデビュー）
- 21日 - R.P.R「R.P.R」
- 21日 - 秋山修司「ペンギンに冷蔵庫を」
- 21日 - 女盛りゲザデレタ「Animal Blood/LOVE IS HERE」
- 21日 - THE 3PEACE「新しい世界」
- 21日 - DOUBLE DEALER「Double Dealer」
- 21日 - DELiGHTED MINT「Higher Elevation」
- 28日 - GO!GO!7188「太陽」
- 28日 - Vlidge「Everybody Needs Love」

### 7月
- 11日 - MIYUKI「Feel the Revolutions」
- 12日 - アナム&マキ「戦え! 野良犬」
- 12日 - 矢井田瞳「B'coz I Love You」（メジャーデビュー）
- 19日 - QUARTER HOOLIGAN「SPIRAL CHAIN」
- 19日 - DJ KAORI「HARLEM PRESENTS 〜DJ Kaori "Def Soul" Mix」
- 19日 - DJ YUTAKA「CHANCE -UNITED NATIONS EP」
- 19日 - babamania「Pau Hana」
- 19日 - FOE「ONE RIVER TWO STRINGS」(ソロデビュー)
- 20日 - hiro:n「Blood Type AB-Lover」
- 26日 - エド山口&東京ベンチャーズ「激突!エレキ天国」
- 26日 - 久野さやか「innocence」
- 26日 - SAYAKA（廣瀬清香）「ずっと きっと ココロ」
- 26日 - JAM Project「疾風になれ」
- 26日 - TMC ALLSTARS「TMC Graffiti」
- 26日 - TOMATO CUBE「うたかた/眠り足らない休日」
- 26日 - nico「真夏でシュ!」
- 26日 - 花*花「あ〜よかった（setagaya mix）」
- 26日 - HEADS「screeeam!」
- 26日 - みみずくず「りんご泥棒」
- 26日 - RYO the SKYWALKER「SUNNY DAY WALK」
- 26日 - LADY Q & しんのすけ、みさえ「ダメダメのうた」
- 29日 - 0930「山田君」

### 8月
- 9日 - Keyco「晴れ」
- 18日 - 慎吾ママ「慎吾ママのおはロック」（ソロデビュー）
- 20日 - 唐沢美帆「anytime,anywhere」
- 23日 - amin「Naked sun／Changing HEART」
- 23日 - CLOUD「blue is the colour」
- 23日 - SUIKEN「ALKMAN」
- 23日 - 高橋和也「君に会いたい」（ソロデビュー）
- 23日 - 三木道三「斬る!ジャパニーズ」
- 23日 - もずく「チビの損得」
- 23日 - 山本美絵「カーネル」
- 23日 - RIZE「カミナリ」
- 23日 - revenus「Happy Driving」（インディーズデビュー）
- 23日 - YKZ「REIGN OF THE TEC 2000」
- 30日 - Guneco「ルナティック・ラヴァーズ」
- 30日 - BALANCe「MOVE YOUR BODY」

### 9月
- 6日 - SMOOTH ACE「サクラ」
- 6日 - 田中秀典「左手の魔法」
- 6日 - チェンバロ「空の色」
- 6日 - ラナhanakoマキサック「don't know why?」
- 6日 - 和央ようか「Next Generation」
- 7日 - 蓮井朱夏「ZOO 〜愛をください〜」
- 13日 - GIRAFFE「Brain Breakers」
- 20日 - TIGER「GO ON, TOGETHER, FOREVER IN THE RHYTHM」
- 20日 - BUMP OF CHICKEN「ダイヤモンド」
- 20日 - 吉田知加「こうぶつ」
- 20日 - ルミナスオレンジ「LUMINOUSORANGESUGERPLASTIC」
- 21日 - 長谷川都「ミルク」
- 27日 - 姿月あさと「SHIZUKI THE FIRST」
- 27日 - FANTA ZERO COASTER「ラッシュアワー」
- 27日 - MAD3「ROCK’N’ROLL KINGDOM」

### 10月
- 4日 - 八木さやか「ミラクル」
- 12日 - 清貴「No No No」
- 12日 - Soul Crusaders「SAFETY LOVE」
- 18日 - 安西ひろこ「True Love」
- 18日 - EE JUMP「LOVE IS ENERGY!」
- 18日 - kazami「Dreamer」
- 18日 - speena「Calm Soul」
- 18日 - DJ OASIS「煙立つ東京」
- 21日 - NAHT「spelling of my solution」
- 21日 - 龍之介「ラブソング」
- 25日 - Hi-5「maximum volume」
- 25日 - HΛL「DECIDE」
- 25日 - Peachy「スーパージェットシューズ〜未来を歩くくつ〜」

### 11月
- 1日 - CUM'CUM'「CUM'CUM'」
- 1日 - HAGANE「GOD FORBID」
- 8日 - 岡本仁志「First fine day」(ソロデビュー)
- 8日 - 椎名純平「世界」
- 8日 - RAMJET PULLEY「Hello...good bye」
- 18日 - オダギリジョー「“t”」
- 22日 - AI「Cry, just Cry」
- 22日 - AJICO「波動」
- 22日 - CROSS DREAM「DREAM CRISIS」
- 22日 - サカノウエヨースケ「SUPER DRIVE」
- 22日 - Time FellowShip「IS THIS LOVE」
- 22日 - ネイバーユース「ソフトサイダー」
- 22日 - tokyo-mirai「風のメロディ」
- 22日 - PaniCrew「DisCoNection」
- 22日 - バンバンバザール「新宿駅で待ってた(完全盤)」
- 22日 - ふれあい「赤いリンゴ」
- 29日 - SOULSBERRY「Lovers」
- 29日 - downy「月宿る善良」（インディーズデビュー）
- 30日 - 吉澤はじめ「Violet Lounge」

### 12月
- 1日 - RIDER CHIPS「Power Child」
- 6日 - 倖田來未「TAKE BACK」
- 6日 - 下山武徳「ACOUSTIC〜always live on」(ソロデビュー)
- 6日 - SCRIPT「トーキングヘッズ」
- 6日 - 水樹奈々「想い」
- 6日 - R.A.M.「逢いたくて 逢いたくて 逢いたくて」
- 6日 - ロンドンブーツ1号2号「岬」
- 13日 - 小林幸恵「Who Do You Love?」
- 13日 - 村田亮「冬の街」
- 15日 - ASAYAN超男子。川畑・堂珍「最後の夜 / My Cherie Amour」
- 15日 - ASAYAN超男子。堂珍・ネスミス「最後の夜 / I'll Be There」
- 15日 - ASAYAN超男子。ネスミス・藤岡「最後の夜 / Stand By Me」
- 16日 - 天山美紀「NO」
- 20日 - Helicoid0222MB「ACTION!」
- 21日 - Shocking Lemon「Under Star」
- 23日 - 南々見組「ナトゥ Best」
- 27日 - NITRO MICROPHONE UNDERGROUND「NITRO MICROPHONE UNDERGROUND」

### 新人セールス (オリコンより)
シングル
- 1位 倉木麻衣／438.5万枚
- 2位 花*花／65.0万枚
- 3位 あか組4／50.7万枚
- 4位 蓮井朱夏／50.7万枚
- 5位 黄色5／47.5万枚
- 6位 鬼束ちひろ／43.1万枚
- 7位 青色7／38.5万枚
- 8位 矢井田瞳／34.7万枚
- 9位 Shara／33.7万枚
- 10位 藤井隆／32.4万枚
- 11位 dream／29.5万枚
- 12位 SUPER BELL"Z／28.2万枚
- 13位 愛内里菜／25.9万枚
- 14位 氷川きよし／23.7万枚
- 15位 LOVE PSYCHEDELICO／20.3万枚
- 16位 EARTH／19.5万枚
- 17位 MIHO／17.5万枚
- 18位 大槻真希／13.5万枚
- 19位 GARNET CROW／12.6万枚
- 20位 RIZE／12.1万枚
- 21位 スケボーキング／1.1万枚
- 22位 Secret Agent／1.0万枚
- 23位 コタニキンヤ／0.8万枚
- 24位 傳田真央／0.8万枚
- 25位 Folder5／0.7万枚
- 26位 e.mu／0.7万枚
- 27位 BUMP OF CHICKEN／0.5万枚
- 28位 EE JUMP／0.5万枚
- 29位 安西ひろこ／0.4万枚
- 30位 江角マキコ／0.4万枚
- 31位 KAB.／0.4万枚
- 32位 奥田美和子／0.4万枚
- 33位 DOGGY BAG／0.4万枚
- 34位 ラッパ我リヤ／0.3万枚
- 35位 DJ HASEBE／0.3万枚
- 36位 Keyco／0.3万枚
- 37位 うたいびと はね／0.3万枚
- 38位 GO!GO!7188／0.3万枚
- 39位 Soul Crusaders／0.3万枚
- 40位 Shiro／0.2万枚
- 41位 HΛL／0.2万枚
- 42位 ЯK S／0.2万枚
- 43位 Sayuki／0.2万枚
- 44位 平愛梨／0.2万枚
- 45位 Chee's／0.2万枚
- 46位 Vilidge／0.2万枚
- 47位 清貴／0.2万枚
- 48位 ロッキンチェアー／0.2万枚
- 49位 MIYUKI／0.1万枚
- 50位 CLOUD／0.1万枚

## 結成

### アイドル・ガールズグループ・ボーイバンド
- EARTH（ - 2005年）
- EE JUMP（ - 2002年）
- Ace File（ - 2002年）
- キッスの世界（ - 2003年）
- Secret Agent（ - 2000年）
- シェキドル（ - 2002年）
- ちっちゃいZ→COSMIC ANGELS→KING（ - 2004年）
- Dream（ - 2017年）
- Perfume
- ミニモニ。（ - 2004年）
- UN（ - 2005年）
- りんご娘

### バンド・音楽グループ・音楽ユニット（日本）
- ART-SCHOOL
- R-ONE（ - 2005年、2019年 - ）
- Outer（ - 2012年）
- 藍坊主
- AJICO（ - 2001年）
- アンサンブルVine
- Angelique（ - 2001年?）
- Understatements（ - 2006年）
- いずみシンフォニエッタ大阪
- いずみ太鼓 皷聖泉
- 犬式 a.k.a. Dogggystyle（ - 2009年、2017年 - ）
- イブニング親父。（ - 2000年）
- 韻踏合組合
- w-inds.
- UVERworld
- 歌姫楽団（ - 2011年）
- HY
- MSC
- LGYankees
- OCEANLANE（ - 2011年）
- autumn leave's（ - 2010年?）
- OLD
- おとぎ話
- Original flava（ - 2011年?）
- かぐら（ - 2012年）
- Kagrra,（ - 2011年）
- 神楽坂女声合唱団
- KAZSIN
- 片山ブレイカーズ&ザ★ロケンローパーティ
- カントゥ・フォルクローレ連酩（ - 2014年?）
- GUNDOG（ - 2004年）
- KEY GOT CREW（ - 2008年?）
- Goose Bumps（ - 2005年?）
- クラウド・ナイン（ - 2007年?）
- Greeen Eyes（ - 2001年）
- CLIFF EDGE
- 劇団アラムニー
- 劇団シアタージャパン
- コーチガリー（ - 2015年?）
- こころおと（ - 2019年）
- 兀突骨
- コンコンジャンプ（ - 2008年）
- THE TON-UP MOTORS（ - 2016年）
- THE BOOGIE JACK（ - 2007年、2011年 - ）
- ザ・マスミサイル
- SAKEROCK（ - 2015年）
- サスケ（ - 2009年、2019年 - ）
- サンボマスター
- Gパン娘（ - 2003年）
- zbox（ - ?）
- GENERAL HEAD MOUNTAIN（ - 2011年）
- Chicago Poodle
- SISTER JET
- JAM Project
- 12.ヒトエ（ - 2006年）
- 少年少女合唱団地球組
- ZILCONIA
- 深海合唱団
- Syndrome（ - 2002年）
- ズーラシアンブラス
- 素一（ - 2003年）
- ズボンドズボン（ - 2014年）
- three NATION（ - 2008年?）
- CECIL（ - 2006年）
- DASEIN（ - 2004年、2010年 - ）
- downy（ - 2004年、2013年 - ）
- DOUBLE DEALER（ - 2007年）
- チャットモンチー（ - 2018年）
- 中部フィルハーモニー交響楽団
- 月の203号室（ - 2012年?）
- つばき（ - 2017年）
- 椿屋四重奏（ - 2010年）
- DEXPISTOLS（ - 2015年）
- ドイツオレンジ（ - 2009年）
- toe
- DOES（ - 2016年、2020年 - ）
- Dope HEADz（ - 2003年）
- DOBERMAN INC→DOBERMAN INFINITY
- ナイトメア（ - 2016年、2020年 - ）
- Nathalie Wise
- nothin' but love（ - 2002年）
- NEIGHBOURHOOD
- vach（ - 2005年、2008年 - ）
- HARP ON MOUTH SEXTET（ - 2010年?）
- Half-Life
- HIGHWAY61（ - 2007年）
- パオパオ堂。
- Baskerville
- BAZRA
- 発育ステータス（ - 2000年）
- BAD SiX BABiES（ - 2002年、2010年 - ）
- Vitarise（ - 2009年）
- ひいらぎ（ - 2013年）
- フーバーオーバー（ - 2012年）
- 風味堂
- Fed MUSIC（ - 2012年）
- Folder5（ - 2003年）
- フジファブリック
- Plum Planets（ - 2003年）
- HEY-SMITH
- ヘッド・フォン・プレジデント
- HeavensDust
- Polaris
- HOLSTEIN（ - 2010年）
- MY WAY MY LOVE
- マボロシ（ - 2009年）
- マモノ（ - 2012年）
- Mean Machine（ - 2001年）
- MU-STARS
- metro trip（ - 2007年?）
- M.O.S.A.D.（ - 2002年?）
- MONKEY MAJIK
- Montelima（ - 2016年?）
- 403
- RIDER CHIPS
- Loud-03（ - 2002年?）
- Laマーズ（ - 2008年?）
- RAMJET PULLEY（ - 2003年）
- largo（ - 2004年）
- Lamp
- リトルジャックオーケストラ
- Little Non（ - 2011年）
- little by little（ - 2010年）
- rain book（ - 2010年?）
- redballoon（ - 2018年）
- レミオロメン（ - 2012年）
- ワカバ（ - 2016年）

### バンド・音楽グループ・音楽ユニット（日本国外）
- アーキテクチャー・イン・ヘルシンキ
- アーシス
- アズ・アイ・レイ・ダイング（ - 2014年、2017年 - ）
- アディーマ
- アルセスト
- E.S.ポスチュマス（ - 2010年）
- Ylvis
- ウィー・アー・サイエンティスツ
- ウルフマザー
- エージェンツ・オブ・マン（ - 2006年、2018年 - ）
- XXL（ - 2000年）
- オートラックス
- オープン・シーズン
- キャブ
- クラッシュダイエット
- コンスピラシー（ - 2004年）
- ジ・オーシャン
- ザ・キルズ
- ザ・ゴー!チーム
- ザ・サブマリンズ
- ザ・ダークネス（ - 2006年、2011年 - ）
- サーカス・マキシマス
- サンシャイン・アンダーグラウンド（ - 2016年）
- シャーマン（ - 2023年）
- Silbermond
- スクラブ
- スティール・パンサー
- デススターズ
- トワイライト・シンガーズ
- ノンイグジスト（ - 2003年、2012年 - ）
- パートス（ - 2016年）
- バステッド（ - 2005年、2015年 - ）
- Wir sind Helden（ - 2012年）
- Fire EX.
- フジヤ&ミヤギ
- ブラインデッド
- プラネット・エックス
- ブリティッシュ・シー・パワー
- ブルー（ - 2005年、2009年 - ）
- フロックス
- ヴェルビエ祝祭管弦楽団
- ポイズンブラック（ - 2015年）
- ボンド
- Moonchild（ - 2001年）
- メイレイ（ - 2012年）
- ヤー・ヤー・ヤーズ（ - 2014年、2017年 - ）
- リトル・バーリー
- レヴォケイション
- ロドリーゴ・イ・ガブリエーラ

## 再結成
- アリス（ - 2001年）
- ウィグワム（ - 2006年）
- グリーンスレイド（ - 2003年）
- テスラ
- ピカソ
- 4-STiCKS（ - 2002年）
- ホーリー・モーゼス
- リヴィング・カラー
- ロケッツ

## 解散・活動休止
- 1月16日 - MIRAGE
- 1月30日 - SHADY DOLLS
- 3月12日 - ポケットビスケッツ
- 3月22日 - ギルト
- 3月29日 - MASCHERA
- 3月31日 - SPEED
- 3月 - Iceman
- 3月 - Kneuklid Romance
- 3月 - WANDS（2019年再始動）
- 5月18日 - Sechs Kies（2016年再結成）
- 5月23日 - スマッシング・パンプキンズ（2006年活動再開）
- 5月27日 - HUMMING BIRD
- 5月31日 - D-SHADE
- 5月 - L'luvia
- 7月28日 - BLANKEY JET CITY
- 8月 - スウィート75
- 8月 - Doom
- 10月9日 - 太陽とシスコムーン（2009年再結成）
- 10月15日 - BLue-B
- 10月29日 - THE STREET SLIDERS
- 11月4日 - SHAZNA（2006年活動再開）
- 11月26日 - GUNIW TOOLS（2014年再結成）
- 11月 - Galla（2013年再結成）
- 12月14日 - サニーデイ・サービス（2008年再結成）
- 12月27日 - LUNA SEA（2010年活動再開）
- 12月31日 - センチメンタル・バス
- 12月31日 - ブリーフ&トランクス
- 12月 - シャ乱Q（2006年活動再開）

### 年内
- アーティレリー（2007年再始動）
- アート・オブ・ノイズ
- アジマス
- アタリ・ティーンエイジ・ライオット
- アメリカン・フットボール
- east cloud
- エグズメーション
- E.M.U
- キープ・オヴ・カレシン（2003年再結成）
- キャサリン・ホイール
- ギャラクティック・カウボーイズ
- キャンドルボックス
- THE COOL CHIC CHILD
- グラスホッパー（2005年再結成）
- Cyber Nation Network
- サディスト
- サルコファーゴ
- サンダー
- ジェネシス
- スクリーミング・トゥリーズ
- スパイス・ガールズ
- THE SLUT BANKS（2007年再結成）
- セイクレッド・ライク（2006年再始動）
- TWINZER
- NOBU CAINE
- パパス・フリータス
- バビロン・ズー
- ハム
- p-model(2004年名前を変えてソロで活動)
- フライング・ソーサー・アタック
- ブルーフォード・レヴィン・アッパー・エクストリミティーズ
- フレディ&ザ・ドリーマーズ
- BLOW
- ベイ・シティ・ローラーズ
- BAISER
- ベン・フォールズ・ファイヴ
- ボーイゾーン
- Misty Eyes
- ラード
- レイジ・アゲインスト・ザ・マシーン（2007年活動再開）
- レギナ
- レ・コロック
- RODEO
- ロングピッグス
- ザ・ワンダーガールズ（2013年再結成）

## シドニー五輪テーマ曲
| NHK        | 『Get U're Dream』ZARD         | 作詞：坂井泉水 作曲：大野愛果 編曲：葉山たけし |
| 日本テレビ | 『PARTNERSHIP』松任谷由実      | 作詞・作曲：松任谷由実 編曲：松任谷正隆        |
| TBS        | 『I WISH』モーニング娘。       | 作詞・作曲：つんく 編曲：河野伸                |
| フジテレビ | 『ポリ リズム』久保田利伸      | 作詞・作曲：久保田利伸 編曲：柿崎洋一郎        |
| テレビ朝日 | 『HEY!』福山雅治               | 作詞・作曲：福山雅治 編曲：佐藤佳幸            |
| テレビ東京 | 『SUKIYAKI』ニッキー・モンロー |                                                |

## 誕生

### 1月〜6月
| 生年月日・年齢        | 名前                                  | 出身           | 職業・所属・備考                                               |
| --------------------- | ------------------------------------- | -------------- | -------------------------------------------------------------- |
| 2000年1月1日（25歳）  | アマイワナ                            | 京都府         | シンガーソングライター                                         |
| 2000年1月2日（25歳）  | 守屋麗奈                              | 東京都         | 歌手、櫻坂46                                                   |
| 2000年1月4日（25歳）  | 山岸詩                                | 東京都         | ベーシスト、元ザ・コインロッカーズ                             |
| 2000年1月5日（25歳）  | 増子敦貴                              | 福島県         | 歌手・俳優、GENIC                                              |
| 2000年1月7日（25歳）  | 塩井日奈子                            | 高知県         | 歌手、元STU48                                                  |
| 2000年1月7日（25歳）  | 鈴木媛子                              | 千葉県         | 歌手、buGG                                                     |
| 2000年1月7日（25歳）  | 田島芽瑠                              | 福岡県         | 歌手、元HKT48/元てんとうむChu!                                 |
| 2000年1月9日（25歳）  | ジフン                                | 韓国           | 歌手、TRCNG                                                    |
| 2000年1月10日（25歳） | 希山愛                                | 福岡県         | 歌手・タレント、ばってん少女隊                                 |
| 2000年1月10日（25歳） | 菅原茉椰                              | 宮城県         | 歌手、SKE48/ラブ・クレッシェンド                               |
| 2000年1月11日（25歳） | イ・チェヨン                          | 韓国           | 歌手、元IZ*ONE                                                 |
| 2000年1月16日（25歳） | 西満里奈                              | 神奈川県       | 歌手、元SKE48                                                  |
| 2000年1月17日（25歳） | 内山あみ                              | 神奈川県       | タレント、元KAGAJO☆4S/元ロッカジャポニカ                       |
| 2000年1月17日（25歳） | カン・チャニ                          | 韓国           | 歌手、SF9                                                      |
| 2000年1月18日（25歳） | Rei(c)hi                              | 大阪府         | 歌手・ラッパー                                                 |
| 2000年1月19日（25歳） | 松岡はな                              | 千葉県         | 歌手、HKT48                                                    |
| 2000年1月21日（25歳） | 佐々木舞香                            | 愛知県         | 歌手、=LOVE                                                    |
| 2000年1月23日（25歳） | 古谷柚里花                            | 東京都         | 歌手、アップアップガールズ（仮）                               |
| 2000年1月24日（25歳） | 華山志歩                              | 東京都         | 歌手、元チーム大王イカ 元3B junior/元はちみつロケット          |
| 2000年1月30日（25歳） | 倉河奈央                              | 東京都         | 歌手、フラミングの法則                                         |
| 2000年1月30日（25歳） | 鈴木芽生菜                            | 東京都         | 歌手、アップアップガールズ（仮）                               |
| 2000年1月30日（25歳） | 姫川風子                              |                | 歌手、元ジュネス☆プリンセス/元ヲルタナティヴ                   |
| 2000年1月31日（25歳） | カヨン                                | 神奈川県       | 配信者、元ザ・コインロッカーズ                                 |
| 2000年1月31日（25歳） | 橋村理子                              | 東京都         | 元歌手、元アップアップガールズ（2）                            |
| 2000年2月2日（25歳）  | 阿部かれん/音羽かのん                 | 大阪府         | 歌手、元ハコイリ♡ムスメ                                        |
| 2000年2月3日（25歳）  | 太田和さくら                          | 千葉県         | 歌手、元KissBee                                                |
| 2000年2月3日（25歳）  | 熊田茜音                              | 東京都         | 声優・歌手、STU48                                              |
| 2000年2月3日（25歳）  | 斎藤アリーナ                          | 東京都         | 歌手・ギタリスト                                               |
| 2000年2月3日（25歳）  | 谷口茉妃菜                            | 徳島県         | 歌手、STU48                                                    |
| 2000年2月4日（25歳）  | 大場花菜                              | 埼玉県         | 歌手、=LOVE                                                    |
| 2000年2月5日（25歳）  | 工藤ひなき                            | 神奈川県       | 歌手、元A応P                                                   |
| 2000年2月10日（25歳） | 滝口きらら                            | 千葉県         | 歌手、ゑんら                                                   |
| 2000年2月10日（25歳） | 野村みな美                            | 東京都         | 歌手、元こぶしファクトリー                                     |
| 2000年2月13日（25歳） | 春咲暖                                | 秋田県         | 声優・歌手、元A応P                                             |
| 2000年2月15日（25歳） | 山﨑悠稀                              | 大阪府         | 歌手、元M!LK                                                   |
| 2000年2月19日（25歳） | 今村美月                              | 広島県         | 歌手、STU48/元SPL∞ASH                                          |
| 2000年2月19日（25歳） | 森戸知沙希                            | 栃木県         | 歌手、元モーニング娘。/元カントリー・ガールズ                  |
| 2000年2月20日（25歳） | 奈良崎とわ                            | 和歌山県       | 歌手、元たこやきレインボー                                     |
| 2000年2月21日（25歳） | 宮澤佑門                              | 東京都         | ギタリスト                                                     |
| 2000年2月21日（25歳） | 南端まいな                            | 東京都         | 歌手、元アイドルネッサンス                                     |
| 2000年2月22日（25歳） | 筒井莉子                              | 佐賀県         | 歌手、元HKT48                                                  |
| 2000年2月24日（25歳） | 米谷奈々未                            | 大阪府         | 歌手、元欅坂46                                                 |
| 2000年2月24日（25歳） | 渡邉美穂                              | 埼玉県         | 歌手、元日向坂46                                               |
| 2000年2月27日（25歳） | 古川毅                                | 東京都         | 歌手・俳優、SUPER★DRAGON                                       |
| 2000年2月28日（25歳） | 上白石萌歌                            | 鹿児島県       | 歌手・女優                                                     |
| 2000年2月28日（25歳） | 高橋恭平                              | 大阪府         | 歌手、なにわ男子                                               |
| 2000年3月1日（25歳）  | 岩淵桃音                              | 宮城県         | 歌手、NOW ON AIR                                               |
| 2000年3月4日（25歳）  | 田口華                                | 長野県         | 元歌手、元さくら学院                                           |
| 2000年3月5日（25歳）  | 橘美來                                | 千葉県         | 声優・歌手                                                     |
| 2000年3月6日（25歳）  | 頓知気さきな                          | 大阪府         | 歌手、femme fatale/元青春高校3年C組                            |
| 2000年3月8日（25歳）  | 渡邊璃生                              | 神奈川県       | 歌手・モデル・女優、元ベイビーレイズJAPAN                      |
| 2000年3月9日（25歳）  | 日下部美愛                            | 神奈川県       | モデル・タレント・歌手、元Prizmmy☆                             |
| 2000年3月9日（25歳）  | SAKIKA                                | 大阪府         | 歌手、元GIRLFRIEND                                             |
| 2000年3月10日（25歳） | 清水美依紗                            | 三重県         | 歌手                                                           |
| 2000年3月18日（25歳） | 小沼綺音                              | 東京都         | タレント・キーボーディスト、元青春高校3年C組                   |
| 3月21日（20歳没）     | 鷹野日南                              | 千葉県         | 歌手、元KissBee、+2020年                                       |
| 2000年3月21日（25歳） | ユンサナ                              | 韓国           | 歌手、ASTRO                                                    |
| 2000年3月22日（25歳） | 岩倉あずさ                            | 東京都         | 声優・歌手、元虹のコンキスタドール                             |
| 2000年3月22日（25歳） | 乃愛                                  | 高知県         | 歌手・タレント・モデル ael-アエル-/元THE HOOPERS               |
| 2000年3月23日（25歳） | ロンジュン                            | 中国           | 歌手、NCT                                                      |
| 2000年3月24日（25歳） | 鉄戸美桜                              | 福岡県         | 歌手、元ハコイリ♡ムスメ                                        |
| 2000年3月25日（25歳） | サランチャナー・ アピーサマイモンコン | タイ           | モデル・俳優・歌手、SIZZY                                      |
| 2000年3月26日（25歳） | 松井利樹                              | 福岡県         | 歌手、BALLISTIK BOYZ from EXILE TRIBE                          |
| 2000年3月27日（25歳） | 小川麗奈                              | 栃木県         | 歌手、元こぶしファクトリー                                     |
| 2000年3月28日（25歳） | アレーイナ・ティリティ                | トルコ         | 歌手                                                           |
| 2000年3月29日（25歳） | 江籠裕奈                              | 愛知県         | 歌手、SKE48/ラブ・クレッシェンド                               |
| 2000年3月30日（25歳） | 深瀬美桜                              | 茨城県         | 歌手、まねきケチャ                                             |
| 2000年3月30日（25歳） | マリウス葉                            | ドイツ         | 元歌手・元俳優、元Sexy Zone                                    |
| 2000年4月1日（25歳）  | 岸本ゆめの                            | 大阪府         | 歌手、つばきファクトリー                                       |
| 2000年4月3日（25歳）  | 武藤愛莉                              | 神奈川県       | 女優・歌手・タレント、元MAHARI GIRL'S                          |
| 2000年4月5日（25歳）  | 木全翔也                              | 愛知県         | 歌手、JO1                                                      |
| 2000年4月6日（25歳）  | 七瀬莉々                              | 岡山県         | シンガーソングライター                                         |
| 2000年4月6日（25歳）  | 山口紗弥                              |                | 歌手・ダンサー、AKIARIM                                        |
| 2000年4月9日（25歳）  | ジャッキー・エヴァンコ                | アメリカ合衆国 | 歌手                                                           |
| 2000年4月10日（25歳） | サーフ・メサ                          | アメリカ合衆国 | ミュージシャン・DJ                                             |
| 2000年4月11日（25歳） | カリナ                                | 韓国           | 歌手・aespa                                                    |
| 2000年4月12日（25歳） | マヌエル・トゥリソ                    | コロンビア     | 歌手                                                           |
| 2000年4月13日（25歳） | 大平祥生                              | 京都府         | 歌手、JO1                                                      |
| 2000年4月13日（25歳） | ケーア                                | アルゼンチン   | シンガーソングライター                                         |
| 2000年4月13日（25歳） | 広瀬世華                              | 東京都         | 声優・歌手                                                     |
| 2000年4月15日（25歳） | 岡田結実                              | 大阪府         | 女優、ファッションモデル、タレント、父は岡田圭右(ますだおかだ) |
| 2000年4月18日（25歳） | 大園玲                                | 鹿児島県       | 歌手、櫻坂46                                                   |
| 2000年4月23日（25歳） | ジェノ                                | 韓国           | 歌手、NCT                                                      |
| 2000年4月25日（25歳） | 岩田ちひろ                            | 島根県         | 歌手、L・I・E・P/元SPL∞ASH                                     |
| 2000年4月26日（25歳） | 野口衣織                              | 茨城県         | 歌手、=LOVE                                                    |
| 2000年4月26日（25歳） | 浜浦彩乃                              | 埼玉県         | 歌手、元こぶしファクトリー                                     |
| 2000年4月26日（25歳） | 間島和奏                              | 北海道         | 歌手、元ラストアイドル                                         |
| 2000年4月28日（25歳） | 中元みずき                            | 広島県         | 歌手                                                           |
| 2000年4月30日（25歳） | 樋渡結依                              | 埼玉県         | 歌手、元AKB48/元からっと☆                                      |
| 2000年5月4日（25歳）  | ジャン海渡                            | 東京都         | 歌手、SUPER★DRAGON                                             |
| 2000年5月5日（25歳）  | 与田祐希                              | 福岡県         | 歌手、乃木坂46                                                 |
| 2000年5月6日（25歳）  | 金城碧海                              | 大阪府         | 歌手、JO1                                                      |
| 2000年5月7日（25歳）  | 原田葵                                | 東京都         | 歌手、元櫻坂46                                                 |
| 2000年5月9日（25歳）  | 関根瞳                                | 東京都         | 声優・歌手                                                     |
| 2000年5月11日（25歳） | 近藤真琴                              | 愛知県         | モデル・歌手、dela                                             |
| 2000年5月11日（25歳） | 中村翼                                | 東京都         | ミュージカル俳優・歌手                                         |
| 2000年5月13日（25歳） | 亜蓮                                  | 東京都         | 俳優・歌手・ダンサー、EBiDAN                                   |
| 2000年5月14日（25歳） | ルチアーノ・ピシチーニ                | アルゼンチン   | ギタリスト                                                     |
| 2000年5月15日（25歳） | ときのそら                            | 東京都         | バーチャルYouTuber・歌手                                       |
| 2000年5月16日（25歳） | 塚本凪沙                              | 東京都         | モデル・歌手、ふわふわ                                         |
| 2000年5月17日（25歳） | 砂田将宏                              | 大阪府         | 歌手、BALLISTIK BOYZ from EXILE TRIBE                          |
| 2000年5月17日（25歳） | 長月翠                                | 愛媛県         | 歌手、元ラストアイドル                                         |
| 2000年5月20日（25歳） | ケイ                                  |                | 歌手、キグルミ                                                 |
| 2000年5月26日（25歳） | 野原衣純                              | 神奈川県       | ギタリスト、元ザ・コインロッカーズ                             |
| 2000年5月29日（25歳） | 西山乃利子                            | 神奈川県       | タレント・歌手、元Parfait                                      |
| 2000年5月30日（25歳） | 青山新                                | 千葉県         | 演歌歌手                                                       |
| 2000年6月1日（25歳）  | 有沢澪風                              | 神奈川県       | 声優・元歌手、元3B junior                                      |
| 2000年6月3日（25歳）  | ビーバドゥービー                      | フィリピン     | シンガーソングライター                                         |
| 2000年6月6日（25歳）  | Vaundy                                | 東京都         | ミュージシャン                                                 |
| 2000年6月6日（25歳）  | ヘチャン                              | 韓国           | 歌手、NCT                                                      |
| 2000年6月8日（25歳）  | シャーロット・ローレンス              | アメリカ合衆国 | シンガーソングライター・モデル                                 |
| 2000年6月8日（25歳）  | 高橋祐理                              | 北海道         | 歌手・ダンサー、Zero PLANET                                    |
| 2000年6月12日（25歳） | 小林歌穂                              | 埼玉県         | 歌手・女優、私立恵比寿中学                                     |
| 2000年6月13日（25歳） | 成澤愛実                              | 長野県         | ドラマー、元ザ・コインロッカーズ                               |
| 2000年6月14日（25歳） | 涌嶋茜                                | 大阪府         | 歌手、元青春高校3年C組                                         |
| 2000年6月15日（25歳） | Nana                                  | 台湾           | チェロ奏者・女優                                               |
| 2000年6月16日（25歳） | 真木しおり                            | 大阪府         | タレント・元歌手、元campus                                     |
| 2000年6月18日（25歳） | 里菜                                  | 東京都         | 歌手、CROWN POP                                                |
| 2000年6月20日（25歳） | 内村莉彩                              | 宮崎県         | 歌手、元SUPER☆GiRLS                                            |
| 2000年6月20日（25歳） | MEW                                   | 福井県         | 歌手、ヒルネ逃避行                                             |
| 2000年6月24日（25歳） | 島村嬉唄                              | 神奈川県       | 歌手、きゅるりんってしてみて/元カントリー・ガールズ            |
| 2000年6月25日（25歳） | 黒木ひかり                            | 東京都         | モデル・タレント・歌手、GRoovy                                 |
| 2000年6月26日（25歳） | 一二三茜                              | 東京都         | 歌手                                                           |
| 2000年6月30日（25歳） | 加藤勇也                              | 群馬県         | 歌手・ダンサー、Zero PLANET                                    |
| 2000年6月30日（25歳） | mihoro*                               | 岡山県         | シンガーソングライター                                         |

### 7月〜12月
| 生年月日・年齢         | 名前                     | 出身           | 職業・所属・備考                                                 |
| ---------------------- | ------------------------ | -------------- | ---------------------------------------------------------------- |
| 2000年7月1日（25歳）   | 篠原葵                   | 愛知県         | 歌手、まねきケチャ                                               |
| 2000年7月4日（24歳）   | ジェニス・オープラサート | タイ           | 歌手、BNK48                                                      |
| 2000年7月4日（24歳）   | 坂東沙季                 | 徳島県         | 歌手、ハープスター                                               |
| 2000年7月5日（24歳）   | 田村愛美鈴               | 埼玉県         | 歌手、元ザ・コインロッカーズ                                     |
| 2000年7月7日（24歳）   | 傳彩夏                   | 神奈川県       | 歌手、OnePixcel                                                  |
| 2000年7月9日（24歳）   | 瀬名深月                 | 東京都         | 歌手、仮面女子                                                   |
| 2000年7月13日（24歳）  | 中原弘貴                 | 大阪府         | 歌手・ダンサー、Zero PLANET                                      |
| 2000年7月18日（24歳）  | 三橋良菜                 | 愛知県         | 歌手                                                             |
| 2000年7月19日（24歳）  | 三田美吹                 | 千葉県         | 歌手、CROWN POP                                                  |
| 2000年7月21日（24歳）  | アシャ                   | 韓国           | 歌手、EVERGLOW                                                   |
| 2000年7月21日（24歳）  | 田口夏実                 | 埼玉県         | 元歌手、元こぶしファクトリー                                     |
| 2000年7月22日（24歳）  | 髙橋果鈴                 | 千葉県         | 女優・元歌手、元Prizmmy☆                                         |
| 2000年7月23日（24歳）  | 後藤楽々                 | 愛知県         | アナウンサー・元歌手、元SKE48/元ラブ・クレッシェンド             |
| 2000年7月30日（24歳）  | ジャニーン・ワイゲル     | ドイツ         | 歌手・女優・モデル                                               |
| 2000年7月31日（24歳）  | 塩川莉世                 | 山梨県         | モデル・歌手、転校少女*                                          |
| 2000年8月1日（24歳）   | 福岡聖菜                 | 神奈川県       | 歌手、AKB48                                                      |
| 2000年8月1日（24歳）   | キム・チェウォン         | 韓国           | 歌手、LE SSERAFIM/元IZ*ONE                                       |
| 2000年8月2日（24歳）   | 鈴木みな・まりあ         | 茨城県         | タレント・歌手、Who's That Girl                                  |
| 2000年8月4日（24歳）   | 杉本愛莉鈴               | 広島県         | モデル・歌手、元さくら学院                                       |
| 2000年8月7日（24歳）   | 沖縄電子少女彩           | 沖縄県         | 歌手、元Tincy                                                    |
| 2000年8月8日（24歳）   | 岡田彩夢                 | 熊本県         | 歌手、虹のコンキスタドール                                       |
| 2000年8月9日（24歳）   | 葉加瀬しお太             | 東京都         | タレント・歌手                                                   |
| 2000年8月9日（24歳）   | Ran                      | 福岡県         | シンガーソングライター                                           |
| 2000年8月10日（24歳）  | 矢花黎                   | 東京都         | 歌手・俳優、7 MEN 侍                                             |
| 2000年8月11日（24歳）  | 小池竜暉                 | 群馬県         | 歌手、GENIC                                                      |
| 2000年8月11日（24歳）  | 山根涼羽                 | 兵庫県         | 歌手、AKB48                                                      |
| 2000年8月12日（24歳）  | 菅沼もにか/三田萌日香    | 東京都         | 歌手、元ハコイリ♡ムスメ                                          |
| 2000年8月13日（24歳）  | ジェミン                 | 韓国           | 歌手、NCT                                                        |
| 2000年8月14日（24歳）  | 平塚日菜                 | 静岡県         | 歌手、ふわふわ                                                   |
| 2000年8月16日（24歳）  | 小林萌花                 | 東京都         | 歌手、BEYOOOOONDS                                                |
| 2000年8月16日（24歳）  | 鈴木千夏                 |                | 歌手・ダンサー、AKIARIM                                          |
| 2000年8月16日（24歳）  | 西嶋菜々子               | 兵庫県         | 歌手、ナナランド                                                 |
| 2000年8月16日（24歳）  | 橋本朋夏                 | 福岡県         | ギタリスト、元ザ・コインロッカーズ                               |
| 2000年8月17日（24歳）  | 太田彩夏                 | 岐阜県         | 歌手、SKE48                                                      |
| 2000年8月17日（24歳）  | Meik                     | 静岡県         | 歌手・ダンサー・モデル、元J☆Dee'Z                                |
| 2000年8月18日（24歳）  | 織部典成                 | 大阪府         | 俳優・歌手、銀河団 from 劇団番町ボーイズ☆                        |
| 2000年8月20日（24歳）  | 島倉りか                 | 東京都         | 歌手、BEYOOOOONDS                                                |
| 2000年8月20日（24歳）  | 田中菜津美               | 福岡県         | 歌手・タレント、元HKT48/元SKE48                                  |
| 2000年8月20日（24歳）  | 中野郁海                 | 鳥取県         | 歌手、元AKB48                                                    |
| 2000年8月21日（24歳）  | 寺田もも                 | 群馬県         | ベーシスト、元ザ・コインロッカーズ                               |
| 2000年8月24日（24歳）  | 早川聖来                 | 大阪府         | 元歌手、元乃木坂46                                               |
| 2000年8月25日（24歳）  | 高木美穂                 | 北海道         | 歌手、元ラストアイドル                                           |
| 2000年8月25日（24歳）  | 竹内夏紀                 | 東京都         | 歌手、元つりビット                                               |
| 2000年8月27日（24歳）  | 濱田龍臣                 | 千葉県         | 俳優、元子役                                                     |
| 2000年8月29日（24歳）  | 浜辺美波                 | 石川県         | 女優                                                             |
| 2000年8月29日（24歳）  | 高塚夏生                 | 大阪府         | 歌手                                                             |
| 2000年8月30日（24歳）  | 比嘉琉々香               | 沖縄県         | 歌手、吉本坂46                                                   |
| 2000年8月31日（24歳）  | 手塚愛乃                 | 埼玉県         | 歌手、元ザ・コインロッカーズ                                     |
| 2000年9月3日（24歳）   | 浅倉樹々                 | 千葉県         | 歌手、つばきファクトリー                                         |
| 2000年9月4日（24歳）   | HANNA                    | 兵庫県         | ギタリスト、元ザ・コインロッカーズ                               |
| 2000年9月5日（24歳）   | 幾田りら                 | 東京都         | 歌手、ぷらそにか/YOASOBI                                         |
| 2000年9月5日（24歳）   | 神岡実希                 | 埼玉県         | 歌手、元ハコイリ♡ムスメ                                          |
| 2000年9月5日（24歳）   | 五城せのん               | 群馬県         | 歌手、元ヤンチャン学園音楽部                                     |
| 2000年9月9日（24歳）   | 髙橋美紗稀               | 岩手県         | 歌手、元ザ・コインロッカーズ                                     |
| 2000年9月10日（24歳）  | 浦西ひかる               | 大阪府         | モデル・歌手                                                     |
| 2000年9月11日（24歳）  | 塩﨑太智                 | 東京都         | 歌手、M!LK                                                       |
| 2000年9月12日（24歳）  | 坂本愛玲菜               | 福岡県         | 歌手、HKT48                                                      |
| 2000年9月13日（24歳）  | 我妻桃実                 | 東京都         | 歌手、元ハコイリ♡ムスメ                                          |
| 2000年9月14日（24歳）  | 神野友亜                 |                | 歌手、SARD UNDERGROUND                                           |
| 2000年9月14日（24歳）  | Maica n                  | 徳島県         | シンガーソングライター                                           |
| 2000年9月18日（24歳）  | 藤井直樹                 | 千葉県         | 歌手、美 少年                                                    |
| 2000年9月19日（24歳）  | 加藤大悟                 | 愛知県         | 歌手、Hi☆Five                                                    |
| 2000年9月20日（24歳）  | MINA                     | 大阪府         | ベーシスト、GIRLFRIEND                                           |
| 2000年9月22日（24歳）  | 里吉うたの               | 東京都         | 歌手、BEYOOOOONDS                                                |
| 2000年9月25日（24歳）  | 堤雪菜                   | 徳島県         | 声優・歌手、A応P                                                 |
| 2000年9月25日（24歳）  | 中島すみれ               | 千葉県         | ベーシスト、元ザ・コインロッカーズ                               |
| 2000年9月27日（24歳）  | Яuu                      | 滋賀県         | ベーシスト、元ザ・コインロッカーズ                               |
| 2000年9月27日（24歳）  | 山田恭                   | 石川県         | 俳優・歌手、円神-エンジン-                                       |
| 2000年9月29日（24歳）  | 小野瑞歩                 | 東京都         | 歌手、つばきファクトリー                                         |
| 2000年10月1日（24歳）  | 小玉梨々華               | 北海道         | 歌手、わーすた                                                   |
| 2000年10月5日（24歳）  | 栗本柚希                 | 長崎県         | 元歌手・元ダンサー、元3B junior                                  |
| 2000年10月7日（24歳）  | 薮下楓                   | 大阪府         | 元歌手、元STU48                                                  |
| 2000年10月10日（24歳） | 劉揚揚                   | 台湾           | 歌手、NCT                                                        |
| 2000年10月12日（24歳） | 堀優衣                   | 栃木県         | 歌手                                                             |
| 2000年10月22日（24歳） | 那谷柊優                 | 秋田県         | 声優・歌手、ギルドロップス                                       |
| 2000年10月25日（24歳） | 板垣瑞生                 | 東京都         | 俳優・歌手、元M!LK                                               |
| 2000年10月28日（24歳） | 中山莉子                 | 東京都         | 歌手・モデル・女優、私立恵比寿中学                               |
| 2000年10月29日（24歳） | 石野理子                 | 広島県         | 歌手、赤い公園/元アイドルネッサンス                              |
| 2000年10月29日（24歳） | 斎藤夏鈴                 | 神奈川県       | 元タレント・元歌手、元3B junior                                  |
| 2000年10月30日（24歳） | 橋本涼                   | 神奈川県       | 歌手、HiHi Jets                                                  |
| 2000年10月31日（24歳） | 井上瑞稀                 | 神奈川県       | 歌手、HiHi Jets                                                  |
| 2000年10月31日（24歳） | ウィロー・スミス         | アメリカ合衆国 | 歌手・女優・ダンサー                                             |
| 2000年11月2日（24歳）  | 青海ひな乃               | 愛知県         | 歌手、SKE48                                                      |
| 2000年11月2日（24歳）  | JUNNA                    | 愛知県         | 歌手、ワルキューレ                                               |
| 2000年11月8日（24歳）  | 倉野尾成美               | 熊本県         | 歌手、AKB48                                                      |
| 2000年11月8日（24歳）  | 来栖りん                 | 東京都         | 歌手、26時のマスカレイド                                         |
| 2000年11月8日（24歳）  | 王源                     | 中国           | 歌手、TFBOYS                                                     |
| 2000年11月8日（24歳）  | ミユキエンジェル         | 埼玉県         | 歌手、豆柴の大群                                                 |
| 2000年11月9日（24歳）  | SHIROTA.                 | 千葉県         | 映像作家                                                         |
| 2000年11月10日（24歳） | 八木ひなた               | 東京都         | 歌手、FES☆TIVE                                                   |
| 2000年11月13日（24歳） | 24kGoldn                 | アメリカ合衆国 | ヒップホップミュージシャン                                       |
| 2000年11月14日（24歳） | 清原梨央                 | 愛媛県         | 歌手、元ラストアイドル                                           |
| 2000年11月16日（24歳） | 岩間妃南子               | 東京都         | 歌手、元ラストアイドル                                           |
| 2000年11月18日（24歳） | 根岸可蓮                 | 和歌山県       | 歌手、元たこやきレインボー                                       |
| 2000年11月19日（24歳） | 聞間彩                   |                | 歌手、元つりビット                                               |
| 2000年11月19日（24歳） | 畑山悠月                 | 北海道         | 歌手、KALMA                                                      |
| 2000年11月20日（24歳） | コニー・タルボット       | イギリス       | 歌手                                                             |
| 2000年11月20日（24歳） | Mega Shinnosuke          | 東京都         | ミュージシャン                                                   |
| 2000年11月21日（24歳） | れみふぁ                 | 東京都         | シンガーソングライター                                           |
| 2000年11月22日（24歳） | アウリイ・クラヴァーリョ | アメリカ合衆国 | 女優・歌手                                                       |
| 2000年11月23日（24歳） | 菅原りこ                 | 新潟県         | タレント・女優・歌手、元NGT48                                    |
| 2000年11月25日（24歳） | ショウタロウ             | 神奈川県       | 歌手、NCT                                                        |
| 2000年11月25日（24歳） | 福本莉子                 | 大阪府         | 女優・歌手                                                       |
| 2000年11月26日（24歳） | 上田理子                 | 福岡県         | 歌手・女優、ばってん少女隊                                       |
| 2000年11月28日（24歳） | 易烊千璽                 | 中国           | 俳優・歌手・ダンサー、TFBOYS                                     |
| 2000年11月29日（24歳） | 黒宮れい                 | 埼玉県         | 歌手、BRATS/元LADYBABY                                           |
| 2000年12月1日（24歳）  | 林歩楓                   | 神奈川県       | タレント・歌手、サンスポアイドルリポーター                       |
| 2000年12月2日（24歳）  | 尾碕真花                 | 高知県         | 女優・元歌手、元X21                                              |
| 2000年12月5日（24歳）  | SOOBIN                   | 韓国           | 歌手、TOMORROW X TOGETHER                                        |
| 2000年12月5日（24歳）  | 福本まなか               | 大阪府         | 歌手、元Little Glee Monster                                      |
| 2000年12月7日（24歳）  | 前田旺志郎               | 大阪府         | お笑いタレント・俳優、まえだまえだ                               |
| 2000年12月11日（24歳） | 鶴房汐恩                 | 兵庫県         | 歌手、JO1                                                        |
| 2000年12月12日（24歳） | 横野すみれ               | 大阪府         | 歌手、元NMB48                                                    |
| 2000年12月12日（24歳） | 吉田凜音                 | 北海道         | 歌手                                                             |
| 2000年12月12日（24歳） | 渡辺菜月                 | 山口県         | 歌手、STU48                                                      |
| 2000年12月20日（24歳） | 田辺真南葉               | 東京都         | 歌手、元アイドルING!!!                                           |
| 2000年12月23日（24歳） | 坂口渚沙                 | 北海道         | 歌手、元AKB48                                                    |
| 2000年12月23日（24歳） | 内藤るな                 | 東京都         | 歌手、B.O.L.T/元ロッカジャポニカ 元3B junior/元みにちあ☆ベアーズ |
| 2000年12月25日（24歳） | 浅野杏奈                 | 東京都         | 歌手、マジカル・パンチライン                                     |
| 2000年12月27日（24歳） | フランシス               | 台湾           | 歌手                                                             |
| 2000年12月28日（24歳） | ハナエモンスター         | 神奈川県       | 歌手、豆柴の大群                                                 |
| 2000年12月28日（24歳） | 宮川愛李                 | 東京都         | 歌手                                                             |
| 2000年12月29日（24歳） | 王怡人                   | 中国           | 歌手、EVERGLOW                                                   |
| 2000年12月30日（24歳） | 的場華鈴                 | 埼玉県         | 歌手、虹のコンキスタドール                                       |
| 月日不明               | 山田なづ                 | 沖縄県         | 歌手                                                             |

## 死去
- 1月27日 - フリードリヒ・グルダ（ オーストリア、ピアニスト、*1930年）
- 1月28日 - 久富隆司（岐阜県、BO GUMBOSのメンバー、*1962年）
- 2月23日 - オフラ・ハザ（ イスラエル、歌手、*1957年）
- 3月9日 - イーヴォ・ロビッチ（ クロアチア、歌手、*1923年）
- 4月28日 - キム・ボルイ、（ フィンランド、バス歌手 *1919年）
- 5月3日 - 中田喜直（東京都、作曲家、*1923年）
- 5月20日 - ジャン＝ピエール・ランパル（ フランス、フルート奏者、*1922年）
- 5月30日 - 井上大輔（東京都、作曲家、*1941年）
- 5月31日 - ティト・プエンテ（ アメリカ合衆国、ラテン音楽奏者、*1923年）
- 7月6日 - ウワディスワフ・シュピルマン（ ポーランド、ピアニスト・作曲家、*1911年）
- 7月24日 - オスカー・シュムスキー（ アメリカ合衆国、ヴァイオリニスト、*1917年）
- 9月26日 - バーデン・パウエル（ ブラジル、ギター奏者、*1937年）
- 10月18日 - ジュリー・ロンドン（ アメリカ合衆国、歌手・女優、*1926年）
- 10月31日 - 華月（東京都、Raphaelのメンバー、*1981年）
- 12月23日 - ヴィクター・ボーグ（ アメリカ合衆国、ピアニスト、*1909年）